# Frits Went

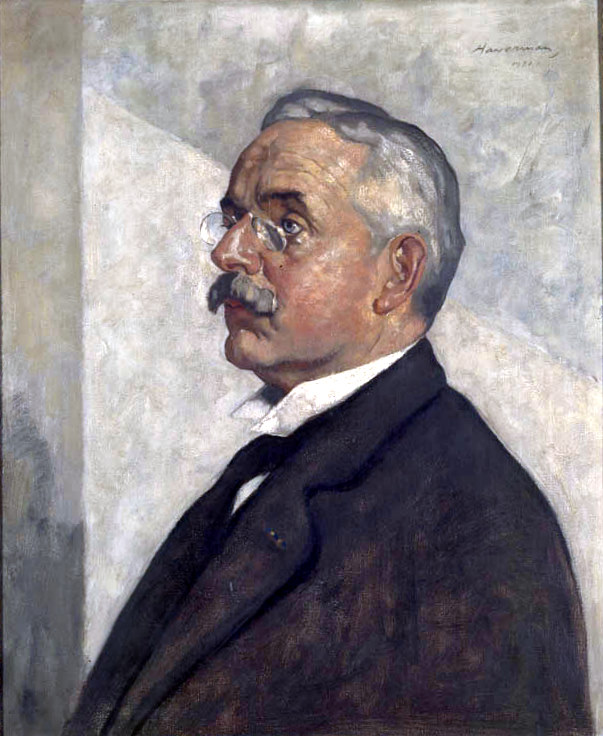
Frits Went

Friedrich August Ferdinand Christian Went auch: Frits Went (* 18. Juni 1863 in Amsterdam; † 24. Juli 1935 in Wassenaar) war ein niederländischer Botaniker. Sein offizielles botanisches Autorenkürzel lautet „Went“.

## Leben
Frits war der älteste Sohn des Börsenmaklers Johannes Went (* 19. Februar 1811 in Amsterdam; † 5. November 1879 ebenda) und dessen Frau Johanna Emilie Rosalie Adolfine Susewind (* 10. März 1834 Sayner Hütte (Deutschland); † 11. Januar 1917 in Utrecht). Nach dem Besuch der Grundschule und der höheren Bürgerschule seiner Geburtsstadt, begann er 1880 an der Universität von Amsterdam ein Studium der Biologie und wurde dort Schüler von Corneille Antoine Jean Abraham Oudemans (1825–1906) und von Hugo de Vries (1848–1935). Am 2. Oktober 1886 promovierte er in Amsterdam mit der Arbeit De jongste toestanden de vacuolen (deutsch: Der jüngste Zustand der vacuolen) zum Doktor der Naturwissenschaften. Anschließend arbeitete er als Lehrer in Dordrecht, war Lehrer am Gymnasium in Den Haag und wurde Direktor einer landwirtschaftlichen Forschungseinrichtung der Zuckerindustrie in Kagok-Tegal in West-Java. Am 18. Mai 1896 übernahm er die Professur für Botanik und wurde Direktor des Botanischen Gartens der Universität Utrecht. Am 21. September desselben Jahres hielt er seine Einführungsrede Botanische problemen der laatste 15 jaren (deutsch: Botanische Probleme der letzten fünfzehn Jahre) und blieb an der Universität bis zu seiner Emeritierung 1933 und amtierte 1905/06 als Rektor. Er ist vor allem für seine Studien zu Hormonen der Pflanzen bekannt, besonders zur Rolle der Auxine beim Phototropismus.
Went wurde von der Universität Cambridge mit der Ehrendoktorwürde ausgezeichnet und war Mitglied etlicher wissenschaftlicher Gesellschaften, darunter der Royal Society, der Königlich-Niederländischen Akademie der Wissenschaften, der Preußischen Akademie der Wissenschaften, der Académie royale des Sciences, des Lettres et des Beaux-Arts de Belgique, der Königlichen böhmischen Gesellschaft der Wissenschaften, der Botanical Society of Japan und der Kungliga Vetenskaps-Societeten i Uppsala. 1933 wurde er zum Mitglied der Deutschen Akademie der Naturforscher Leopoldina gewählt.

## Familie
Went verheiratete sich am 16. Juli 1902 in Amsterdam mit Catharina Jacomina Tonckens (* 22. Juni 1877 in Groningen; † August 1965), die Tochter des Gouverneurs von Suriname Warmolt Tonckens († 9. September 1922 in Utrecht). Aus der Ehe stammen drei Söhne und zwei Töchter. Von den Kindern kennt man:
- Frits Warmolt Went (* 18. Mai 1903 in Utrecht; † 2. Mai 1990 in Little Valley (Nevada)) war ebenfalls Botaniker, verh. 25. November 1927 in Zeist mit Catharina Helena van de Koppel
- Johanna Catharina Went (* 16. Juni 1905 in Utrecht; † 2000)
- Jan Jacobus Went (* 30. Dezember 1907 in Utrecht) verh. am 2. August 1935 in Utrecht mit Galina Seliwanowskij (* um 1910 in Werchne Oedinsk)
- Froukje Marie Went (* 19. Juni 1910 in Utrecht)
- Lodewijk Nicolaas Went (* 4. Januar 1919 in Utrecht), wurde Professor für Genetik an der Universität Leiden